# Paradox

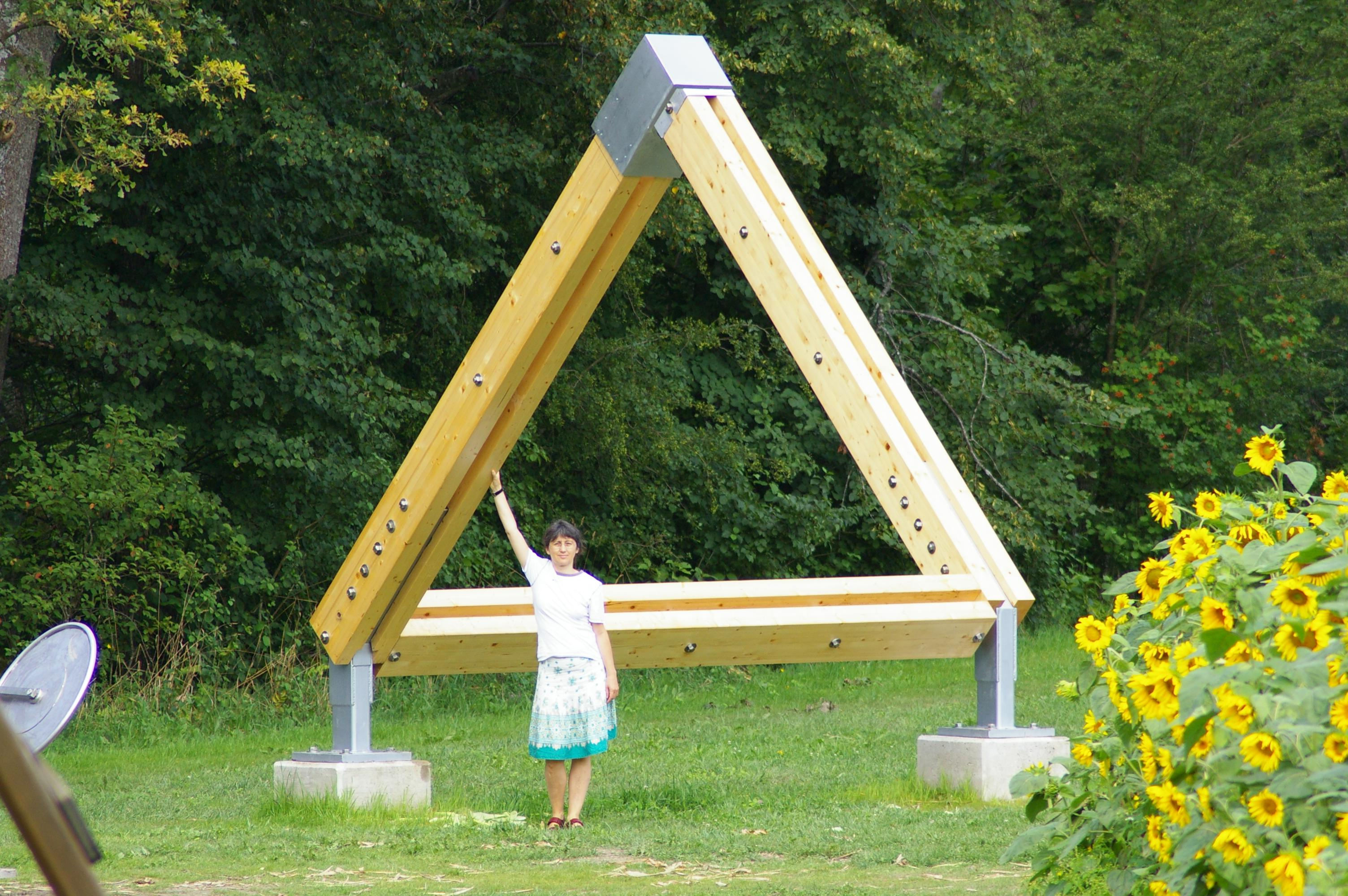
Acest obiect, aparent imposibil, care se găsește în Gotschuchen, Austria, face referire la un triunghi Penrose.

Un paradox este o afirmație, un argument sau o situație autocontradictorie sau contraintuitivă. Unele paradoxuri logice au fost demonstrate a fi argumente false, dar acestea sunt folosite pentru a dezvolta gândirea critică. 
Un exemplu de paradox, în acest caz un „cerc vicios”, este reprezentat de următoarele două afirmații:
„Următoarea afirmație este adevărată.”
„Afirmația precedentă este falsă.”

## Paradoxuri din logică
Paradoxul logic este o contradicție care are statutul unei concluzii corecte logic și, în același timp, reprezintă un raționament care duce la concluzii care se exclud reciproc. Eroarea logică a paradoxului se explică prin alegerea greșită a premizelor logice, de exemplu atunci când vine vorba de obiecte care nu sunt clar definite.
Astfel de tipuri de paradoxuri logice precum aporia și antinomia diferă.
- Aporia se caracterizează prin prezența unui argument contrar opiniei evidente, general acceptate, a bunului simț.
- Antinomia - prezența a două judecăți contradictorii, la fel de demonstrabile.

## Paradoxuri în știință
Știința modernă, folosind logica ca instrument al cunoașterii, se confruntă adesea cu contradicții teoretice sau contradicții ale consecințelor din teorie cu rezultate verbale ale experienței, experimentului. Acest lucru se datorează erorilor logice în construirea judecăților, imperfecțiunea metodelor științifice existente sau acuratețea insuficientă a instrumentelor folosite în experimente, precum și inadecvarea idealizării acceptate, adică axiomatizarea greșită a teoriilor.
Prezența unui paradox stimulează noi cercetări, o înțelegere mai profundă a teoriei, postulatele sale "evidente" și deseori duce la revizuirea completă a acesteia.
Exemple de paradoxuri în știință sunt Paradoxul lui Russell, Paradoxul Banach, Paradoxul Tara, Paradoxul Garai, Paradoxul Smale, Paradoxul Hausdorff, Paradoxul EPR, Paradoxele cosmologice.

## Paradoxuri din artă

### Paradox în muzică
În muzica clasică, se acceptă să se apeleze la paradoxul unor lucrări sau fragmente deosebite, ciudate, care diferă de sunetul tradițional.
De asemenea, paradoxurile din Grecia Antică au numit câștigătorii jocurilor olimpice de cântăreți și interpreți de muzică instrumentală.